# Зарічанська сільська рада (Іршавський район)
| Зарічанська сільська рада — колишній орган місцевого самоврядування у Іршавському районі Закарпатської області з адміністративним центром у с. Заріччя. Знаходиться на лівому березі річки Іршавка. Сільській раді були підпорядковані населені пункти: - с. Заріччя Рада складалася з 22 депутатів та голови. |

## Керівний склад сільської ради
| ПІБ                    | Основні відомості                                                 | Дата обрання | Дата звільнення |
| ---------------------- | ----------------------------------------------------------------- | ------------ | --------------- |
| Васько Марина Іванівна | Сільський голова, 1965 року народження, освіта                    | 26.03.2006   | 31.10.2010      |
| Васько Марина Іванівна | Сільський голова, 1965 року народження, освіта вища, позапартійна | 31.10.2010   |                 |

Примітка: таблиця складена за даними джерела

## Архітектурні та історичні пам'ятки
- Греко-католицький храм з іконостасом 1881 року
- пам'ятник Т. Г. Шевченку
- пам'ятник добровольцям — учасникам ВВВ
- пам'ятний знак на місці вбивства священика О. П. Ороса в 1955 році

## Економіка
Село славиться вирощуванням ранніх овочів. Розвинуто підприємництво по автоперевезеннях. Підприємці-автоперевізники займають провідне місце в Україні.

## Відомі вихідці
- Васько Іван Петрович (1889—1963 р.р.) — поет
- Палаташ Олександр Іванович (1919) — громадський діяч
- Васько Ганна Іванівна(1908 р.н.) — казкарка
- Кобаль А.І та Фегир В. В. — автори виданої книги про давнину і сьогодення с. Заріччя.
- Бабич М. Д. — кандидат фізико-математичних наук
- Булеза В. В. — кандидат біологічних наук

## Населення
Згідно з переписом УРСР 1989 року чисельність наявного населення сільської ради становила 6153 особи, з яких 3021 чоловік та 3132 жінки.
За переписом населення України 2001 року в сільській раді мешкало 3939 осіб.

### Мова
Розподіл населення за рідною мовою за даними перепису 2001 року:
| Мова       | Відсоток |
| ---------- | -------- |
| українська | 99,95 %  |
| російська  | 0,05 %   |